# Boscos muntanyencs de Talamanca
Els boscos muntanyencs de Talamanca és una ecoregió, en els biomes del bosc tropical de frondoses humits, es troben en les muntanyes de Costa Rica i Panamà a l'Amèrica Central. Els boscos muntanyencs de Talamanca cobreixen una àrea discontínua de 16.300 quilòmetres quadrats en les serralades muntanyenques, incloent-hi la Sierra de Guanacaste, Sierra de Tilarán, Sierra Central i la Sierra de Talamanca, des del nord-oest de Costa Rica fins a l'oest de Panamà, amb valors extrems en la península d'Azuero. Els boscos muntanyencs enganyen sobre l'elevació del 750 a 1.500 metres, fins aproximadament 3000 metres d'altitud, on la transició cap als pasturatges i matolls del Páramo de Costa Rica en els cims més alts.
Els boscos muntanyencs són envoltats en elevacions més baixes pels boscos de terres baixes, incloent-hi els boscos humits de l'Atlàntic i de l'Istme del vessant de l'Atlàntic (Carib), els boscos humits del Pacífic i de l'Istme, al sud del vessant del Pacífic, i al nord-oest dels boscos humits estacionals de Costa Rica.

## Ecologia
Els boscos estan formats per arbres perennifolis, incloent-hi moltes espècies del (gènere Ocotea, Persea, Nectandra, i Phoebe) de la família de llorer (Lauraceae), i dos roures endèmics, Quercus costaricensis i Quercus copeyensis.
El bosc de Talamanca és molt ric en biodiversitat, ja que s'ha realitzat un càlcul científic on entre el 3 i el 4 per cent de la biodiversitat està en aquesta regió. Els mamífers característics són el jaguar, puma, tapir, cérvol, formiguer gegant i diverses espècies de micos.
El bosc de Talamanca té 450 espècies d'aus (a Costa Rica, la selva de Panamà en té 225 espècies d'aus). L'au més amenaçada al bosc és l'àguila harpia, comú en els boscos de Panamà.
Els boscos muntanyencs de Talamanca és una de les ecoregions més intactes d'Amèrica Central, encara que els boscos de roure en particular, han estat talats per pastures i carbó vegetal. El quaranta per cent de l'ecoregió està protegida per parcs nacionals com internacionals, inclosa la Reserva de la Biosfera La Amistad, el Parc Nacional de Chirripó, Parc Nacional de Braulio Carrillo, Parc Nacional del Volcán Poas, Parc Nacional el Rincón de la Vieja i la Reserva Forestal de Monteverde.